# Châtelus-Malvaleix
Châtelus-Malvaleix é uma comuna francesa na região administrativa da Nova Aquitânia, no departamento de Creuse. Estende-se por uma área de 14,97 km². Em 2010 a comuna tinha 569 habitantes (densidade: 38 hab./km²).